# Bučje (Pakrác)
Bučje (1921-ig Buč) falu Horvátországban Pozsega-Szlavónia megyében. Közigazgatásilag Pakráchoz tartozik.

## Fekvése
Pozsegától légvonalban 26, közúton 31 km-re északnyugatra, községközpontjától légvonalban 16, közúton 17 km-re keletre, Nyugat-Szlavóniában, a Pakrácról Pozsegára menő főút mentén fekszik.

## Története
Bučje területén valószínűleg már a kőkorszakban emberi település volt. Erre utal az 1889-ben a határában talált kőbalta. A Pakra és az Orljava összefolyásánál fekvő fennsíkon, a Pakrácról Pozsegára menő út mentén már régen útmenti pihenőhely és lóváltó állomás alakult ki. A 17. század végétől a török kiűzése után a területre folyamatosan telepítették be a keresztény lakosságot. Ide feltehetően a környező falvakból származó pravoszláv vlachok települtek. Az első házak az út mentén épültek fel. Az első katonai felmérés térképén „Dorf Bucsia” néven találjuk. Lipszky János 1808-ban Budán kiadott repertóriumában „Bucsje” néven szerepel. Nagy Lajos 1829-ben kiadott művében „Bucsje” néven összesen 23 házzal és 140 ortodox vallású lakossal találjuk.
1857-ben 13, 1910-ben 60 lakosa volt. 1910-ben a népszámlálás adatai szerint lakosságának 53%-a szerb, 22%-a horvát, 17%-a cseh, 7%-a szlovén anyanyelvű volt. Pozsega vármegye Pakráci járásának része volt. Az első világháború után 1918-ban az új szerb-horvát-szlovén állam, majd később (1929-ben) Jugoszlávia része lett. 1991-ben lakosságának 91%-a szerb, 7%-a horvát nemzetiségű volt. A délszláv háború idején kezdettől fogva szerb ellenőrzés alatt volt. A településen a háború idején szerb fogolytábor működött, ahol sok horvát katonát és civilt gyilkoltak meg. (Pontos számuk ma sem ismert. Emlékművük a volt tábor területén áll. A meggyilkoltak egy részének földi maradványait 2013-ban tárták fel.) A tábort még a horvát erők érkezése előtt, 1991. december 13-án kiürítették. A maradék 70 foglyot a stara gradiškai táborba hurcolták. A horvát hadsereg 123. pozsegai és 127. verőcei dandárjának alakulatai az Orkan ’91 hadművelet második szakaszában 1991. december 26-án foglalták vissza. Szerb lakossága nagyrészt elmenekült. Véglegesen 1995 májusában a Villám hadművelettel került horvát kézre az akkor már lakatlan falu. 2011-ben mindössze 17 állandó lakosa volt.

## Lakossága
| Lakosság változása | Lakosság változása | Lakosság változása | Lakosság változása | Lakosság változása | Lakosság változása | Lakosság változása | Lakosság változása | Lakosság változása | Lakosság változása | Lakosság változása | Lakosság változása | Lakosság változása | Lakosság változása | Lakosság változása | Lakosság változása |
| ------------------ | ------------------ | ------------------ | ------------------ | ------------------ | ------------------ | ------------------ | ------------------ | ------------------ | ------------------ | ------------------ | ------------------ | ------------------ | ------------------ | ------------------ | ------------------ |
| 1857               | 1869               | 1880               | 1890               | 1900               | 1910               | 1921               | 1931               | 1948               | 1953               | 1961               | 1971               | 1981               | 1991               | 2001               | 2011               |
| 13                 | 28                 | 24                 | 49                 | 50                 | 60                 | 36                 | 65                 | 74                 | 123                | 170                | 182                | 145                | 142                | 29                 | 17                 |

## Nevezetességei
- Urunk mennybemenetele tiszteletére szentelt pravoszláv parochiális templomát 1762-ben építették egy még korábbi templom helyére. A templom, mely a 18. századi pravoszláv templomépítészet egyik értékes példája volt a Pakrácról Pozsegára menő főút déli oldalán állt. Eredetileg Szent Miklós tiszteletére volt szentelve. Ikonosztázán 46 ikon volt látható. 1895-ben az épületet megújították. 1942-ben Szent Száva ünnepén rombolták le az usztasák a közeli parókia épületével együtt. A második világháború után a parókia helyére építették fel a falu közösségi házát. A templom helyére keresztet és emléktáblát állítottak azzal a felirattal, hogy itt állt egykor a pravoszláv templom. Ezen a helyen a védőszent ünnepén ma is minden évben összegyűlnek a helyiek és az innen elszármazottak. Az egyházközség az egykori orvosi rendelő épületét vásárolta meg, melynek egy részében imaházat alakítottak ki.
- Az első katonai felmérés térképe a falutól délkeletre, az Orljova északi partja feletti magaslaton „Grad Bucsia” névvel várat jelöl. Ez a vár nem lehet azonos Kővárral, azaz Kamengraddal, mert az jóval keletebbre Kamenski Vučjak falu határában áll. A várhelyen, mely a „Zidine” nevet viseli középkori leletek kerültek elő.